# The Seeds of Love
The Seeds of Love é o terceiro álbum de estúdio da banda Tears for Fears e foi gravado em 1989. O custo de produção do álbum foi da ordem de 250.000 libras esterlinas. As músicas apresentam influências de vários estilos: jazz e blues até The Beatles, como é o caso da música "Sowing the Seeds of Love", o maior sucesso do álbum. A balada "Woman in Chains", outro grande hit no mundo inteiro e 1º lugar no Brasil, contou com a participação especial de Phil Collins na bateria e Oleta Adams - que alcançou o sucesso graças ao seu descobrimento por Roland Orzabal, com quem divide os vocais nessa canção. A canção "Advice for the Young at Heart" também foi lançada como single e, apesar de ter alcançado o top 10 tanto em 1990 quanto no seu relançamento em 1993 no Brasil, foi um hit moderado no mundo. Também no Brasil este single esteve incluído na trilha sonora internacional da novela Gente Fina, da Rede Globo como tema do personagem "Alex", interpretado por Jayme Periard.

## Faixas
Todas as faixas por Roland Orzabal e Nicky Holland, exceto onde indicado.
Todos os vocais principais por Roland Orzabal, exceto onde indicado.
1. "Woman in Chains" (R. Orzabal) – 6:30 [voz principal: Roland Orzabal e Oleta Adams]
2. "Badman's Song" – 8:32 [voz principal: Roland Orzabal e Oleta Adams]
3. "Sowing the Seeds of Love" (R. Orzabal / C. Smith) – 6:19
4. "Advice for the Young at Heart" – 4:55 [voz principal: Curt Smith]
5. "Standing on the Corner of the Third World" (R. Orzabal) – 5:33
6. "Swords and Knives" – 6:20 [voz principal: Roland Orzabal e Tessa Niles]
7. "Year of the Knife" – 6:55
8. "Famous Last Words" – 4:31

### Remasterização de 1999
9. "Tears Roll Down" (R. Orzabal / D. Bascombe) – 3:16 (b-side de "Sowing the Seeds of Love", 1989)
10. "Always in the Past" (R. Orzabal / I. Stanley) – 4:38 (b-side de "Woman in Chains", 1989)
11. "Music for Tables" (R. Orzabal) – 3:32 (b-side de "Advice for the Young at Heart" single, 1990)
12. "Johnny Panic and the Bible of Dreams" (R. Orzabal) – 4:17 (b-side de "Advice for the Young at Heart", 1990)

## Ficha Técnica
- Bateria - Manu Katché (2, 5), Chris Hudges (3), Phil Collins (1), Simon Phillips
- Baixo - Pino Palladino (1, 2, 5), Curt Smith
- Teclados - Roland Orzabal
  - Piano - Oleta Adams (2, 5), Nicky Holland (4, 6, 8)
  - Sintetizadores - Simon Clark (2, 5)
  - Órgão Hammond - Simon Clark (2, 4, 5, 7), Ian Stanley (3)
  - Cordas em Kurzweil - Nicky Holland (8) Álbum "Gente Fina Internacional", lançado em 1990 pela Somlivre, onde a canção "Advice For The Young At Heart" esteve incluída.

Álbum "Gente Fina Internacional", lançado em 1990 pela Somlivre, onde a canção "Advice For The Young At Heart" esteve incluída.

- Guitarra - Robbie McIntosh (2, 7), Neil Taylor (1), Randy Jacobs, Roland Orzabal
  - Violão - Simon Clark (7)
- Percussão - Carole Steele (2, 5), Luis Jardim
- Vocais - Tessa Niles (2, 5, 7), Carol Kenyon (2, 5, 7), Nicky Holland (2, 4, 7), Dollette McDonald (7), Andy Caine (7), Maggie Ryder (4)
- Trompete - Jon Hassell (5, 8)
- Gaita - Peter Hope-Evans (5)
- Saxofone - Kate St. John (6)
- Oboé - Kate St. John (6)
- Programação de Fairlight - Roland Orzabal
- Arranjo de Orquestra - Richard Niles e Raoul's Fairlight (3)
- Produção - Roland Orzabal, Curt Smith e David Bascombe
- Engenharia de áudio - David Bascombe
  - Engenharia adicional - Steve Chase
  - Engenheiros assistentes - Heidi Canova, Lee Curle
- Mixagem - "SuperBascombeVision", exceto:
  - "Woman in Chains", mixada por Bob Clearmountain
  - "Year of the Knife", mixada por Bob Clearmountaine e David Bascombe
- Fotografia e Direção de Arte - David Scheinmann (Avid Images)
- Arte do álbum - Stylorouge
- Fotografia de Oleta Adams - J. Katz

## Paradas e Certificações
| Ano  | Parada        | Posição |
| ---- | ------------- | ------- |
| 1989 | Billboard 200 | 8       |

| País   | Associação | Certificação | Vendagem |
| ------ | ---------- | ------------ | -------- |
| Brasil | ABPD       | Ouro         | 100.000+ |